# Stazione di Tollo-Canosa Sannita
La stazione di Tollo-Canosa Sannita è una fermata ferroviaria, posta lungo la ferrovia Adriatica alla frazione Foro di Ortona, a servizio dei comuni di Tollo e Canosa Sannita.

## Storia
Il 30 luglio 2005 la stazione di Tollo-Canosa Sannita fu trasformata in fermata impresenziata.

## Movimento
La stazione è servita da treni regionali gestiti da Trasporto Unico Abruzzese e da Trenitalia nell'ambito del contratto di servizio stipulato con la Regione Abruzzo.